# Балинт Пастор
Балинт Пастор (мађ. Pásztor Bálint; Суботица, 3. јануар 1979) српски је политичар и универзитетски професор. По образовању је доктор правних наука. Народни је посланик, председник Посланичке групе Савез војвођанских Мађара, председник Савеза војвођанских Мађара.

## Биографија
Основну школу и гимназију завршио је у родном граду, а дипломирао је на Правном факултету Универзитета у Београду, фебруара 2002. године. На истом факултету је октобра 2011. године стекао академски назив мастер, из уставноправне научне области. Докторску дисертацију, под насловом „Ограничења законодавне функције парламента у савременој држави”, одбранио је на Правном факултету у Београду 29. септембра 2018. године и тиме стекао научни назив доктор правних наука. Ожењен, отац једног сина.
- Од априла 2002. био је правни саветник суботичке фирме D.o.o. za konsalting Pannon Invest Consortium, а од јануара 2004. до фебруара 2007. г. био је директор овог привредног друштва.
- Од 19. октобра 2002. до 30. јуна 2010. био је члан Националног савета мађарске националне мањине. Од 6. децембра 2002. до 11. децембра 2009. био је председник Извршног одбора НСМНМ-а.
- Члан је Савеза војвођанских Мађара од 13. септембра 2000. г. Током избора 2000. г. био је члан Централног изборног штаба Демократске опозиције Србије (ДОС), делегиран од стране СВМ-а. Од маја 2007. члан је Председништва СВМ-а, од маја 2019. године је потпредседник странке, а од 31. октобра 2023. до 2. марта 2024. г. је вршилац дужности председника Савеза војвођанских Мађара. Од 2. марта 2024. г. је председник странке.
- Од 14. фебруара 2007. је народни посланик, председник Посланичке групе мањина, члан Одбора за иностране послове и Законодавног одбора Народне скупштине.
- Од 11. јуна 2008, у другом мандату је народни посланик, председник Посланичке групе мањина, члан Одбора за иностране послове и Одбора за финансије Народне скупштине.
- Од 31. маја 2012, у трећем мандату је народни посланик, председник самосталне Посланичке групе СВМ, која је поново образована након више од десет година, члан Одбора за уставна питања и законодавство Народне скупштине.
- Од 16. априла 2014, у четвртом мандату је народни посланик, председник Посланичке групе СВМ, члан Одбора за уставна питања и законодавство и Одбора за правосуђе, државну управу и локалну самоуправу Народне скупштине, председник Посланичке групе пријатељства са Шпанијом.
- Од 3. јуна 2016, у петом мандату је народни посланик, председник Посланичке групе Савез војвођанских Мађара - Партија за демократско деловање, па Посланичке групе СВМ, члан Одбора за уставна питања и законодавство и Одбора за правосуђе, државну управу и локалну самоуправу Народне скупштине, председник Посланичке групе пријатељства са Шпанијом.
- Од 3. августа 2020, у шестом мандату је народни посланик, председник Посланичке групе Савез војвођанских Мађара, члан Одбора за уставна питања и законодавство Народне скупштине, председник Посланичке групе пријатељства са Шпанијом.
- Од 1. августа 2022, у седмом мандату је народни посланик, председник Посланичке групе Савез војвођанских Мађара, члан Одбора за правосуђе, државну управу и локалну самоуправу Народне скупштине, председник Посланичке групе пријатељства са Шпанијом.
- Од 6. фебруара 2024, у осмом мандату је народни посланик, председник Посланичке групе Савез војвођанских Мађара, члан Одбора за правосуђе, државну управу и локалну самоуправу Народне скупштине, председник Посланичке групе пријатељства са Шпанијом.
- Од 21. августа 2020. до 10. јула 2024. је председник Скупштине Града Суботице и председник Управног одбора Фондације Суботичка синагога.
- Од септембра 2014. до октобра 2018. године био је асистент на Правном факултету за привреду и правосуђе Универзитета Привредна академија у Новом Саду (предмети: Уставно право; Увод у право).
- Од новембра 2018. до октобра 2023. године био је доцент за Јавноправну, односно за Општу и теоријску ужу научну област на Правном факултету за привреду и правосуђе Универзитета Привредна академија у Новом Саду (Уставно право, Увод у право, Парламентарно право).
- Од октобра 2023. је ванредни професор универзитета за Јавноправну, односно за Општу и теоријску ужу научну област на Правном факултету за привреду и правосуђе Универзитета Привредна академија у Новом Саду (Уставно право, Увод у право, Парламентарно право).
- Од марта 2019. је спољни члан Скупштине Мађарске академије наука.
- Од априла 2021. до јуна 2024. је члан Савета Универзитета у Новом Саду.